# Rwanda i olympiska sommarspelen 1996
Rwanda deltog i de olympiska sommarspelen 1996 med en trupp bestående av 4 deltagare, men ingen av landets deltagare erövrade någon medalj.

## Friidrott
Herrar
Bana
| Idrottare           | Gren                   | Heat omgång 1 | Heat omgång 1 | Heat omgång 2    | Heat omgång 2    | Semifinal        | Semifinal        | Final            | Final            |
| Idrottare           | Gren                   | Tid           | Placering     | Tid              | Placering        | Tid              | Placering        | Tid              | Placering        |
| ------------------- | ---------------------- | ------------- | ------------- | ---------------- | ---------------- | ---------------- | ---------------- | ---------------- | ---------------- |
| Emmanuel Rubayiza   | Herrarnas 400 meter    | 49.20         | 54            | Gick inte vidare | Gick inte vidare | Gick inte vidare | Gick inte vidare | Gick inte vidare | Gick inte vidare |
| Alexis Sharangabo   | Herrarnas 1 500 meter  | 3:46.42       | 37            | N/A              | N/A              | Gick inte vidare | Gick inte vidare | Gick inte vidare | Gick inte vidare |
| Mathias Ntawulikura | Herrarnas 10 000 meter | 27:51.69      | 3 Q           | N/A              | N/A              | N/A              | N/A              | 27:50.73         | 8                |
| Patrick Ishyaka     | Herrarnas maraton      | N/A           | N/A           | N/A              | N/A              | N/A              | N/A              | Fullföljde inte  | Fullföljde inte  |